# Pierre Combescot
Pierre Combescot   (Llemotges, 9 de gener de 1940 - 15è districte de París, 27 de juny de 2017) fou un escriptor, periodista i crític musical francès, Premi Goncourt de l'any 1991.

## Biografia
Pierre Combescot va néixer el 9 de gener de 1940 a Llemotges. Fugint de la guerra la seva família va marxar al Brasil, allà de molt jove va conèixer a Georges Bernanos i Stefan Zweig.
Va fer estudis de dret a París i de literatura comparada a Múnic.
Entre 1975 i 1982 va ser redactor de "Nouvelles littéraires", també va treballar a "L'Express" i com crític musical, de dansa i opera a "Le Canard enchaîné" amb el pseudònim de "Luc Décygnes".
Va morir a París el 27 de juny de 2017

#### Carrera literària
La cultura germànica va tenir una influència permanent sobre ell, com ho demostra la seva novel·la "Lansquenet", publicada el 2002.
El 1973 va publicar una biografia de Lluís II de Baviera i després, el 1975, "El cavaller del crepuscle", una novel·la inspirada en el personatge de Frederic II de Sicília. Després de 10 anys de silenci, va tornar a publicar i va rebre dos premis de prestigi, el Premi Médicis per "Les Funérailles de la sardine" (1986) i el Goncourt per "Les Filles du Calvaire". La seva predilecció pels desheredats per la Història el va portar i interessar-se pels bojos o assassins: Neró a "Ce soir on soupe chez Pétrone" (2004), la dona de Concini a "Faut-il-brûler la Galigaï" (2007) o, per al personatge de Barbablava a "Pour mon plaisir et ma délectation charnelle" (2009). Era un expert en Maquiavel, Jack l'Esbudellador o Henri Pranzini. Combescot deia "no creure en Déu sinó en el Diable".

## Obres
- 1973: Biografia de Lluis II de Baviera
- 1975: Le Chevalier du crépuscule (inspirat en Frederic II de Sicilia)
- 1986: Les Funérailles de la sardine (Premi Mèdicis)
- 1991: Les Filles du Calvaire (Premi Goncourt 1991)
- 1996: La Sainte Famille
- 1998: Le songe du pharaon
- 1999: Les Petites Mazarines
- 2002: Lansquenet
- 2003: Les Diamants de la guillotine
- 2004: Ce soir on soupe chez Pétrone
- 2007: Faut-il-brûler la galigaï
- 2009: Pour mon plaisir et ma délecation charnelle

El 1999 va rebre el Premi Literàri Prince Pierre pel conjunt de la seva obra.